# 洪清国
洪清国（1913年—1995年），男，回族，甘肃景泰人，中国政治人物，曾任宁夏回族自治区政协副主席。

## 家庭
父亲是伊斯兰教虎夫耶门宦洪门教主洪海如。